# Cordiano Dagnoni

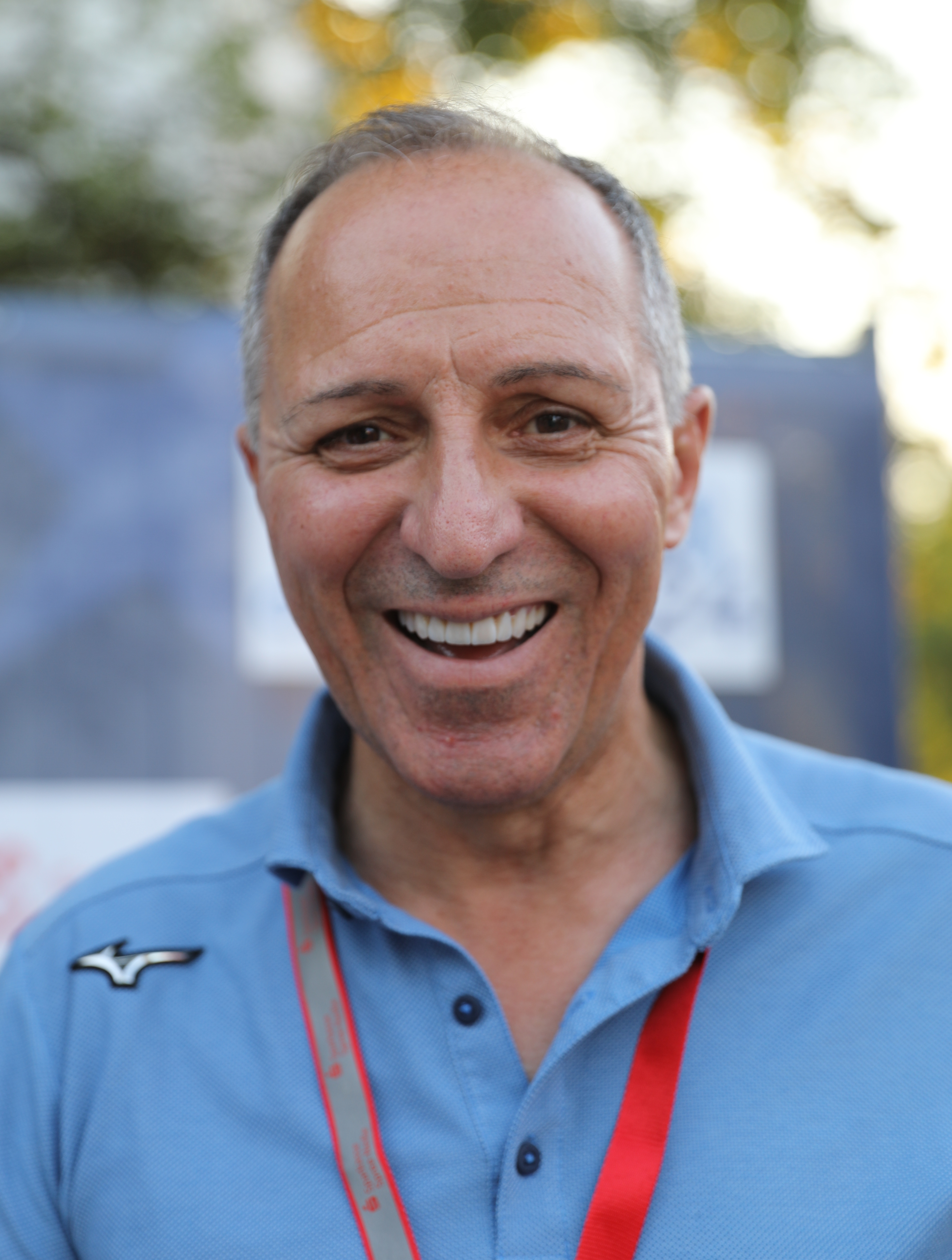
Cordiano Dagnoni (2024)

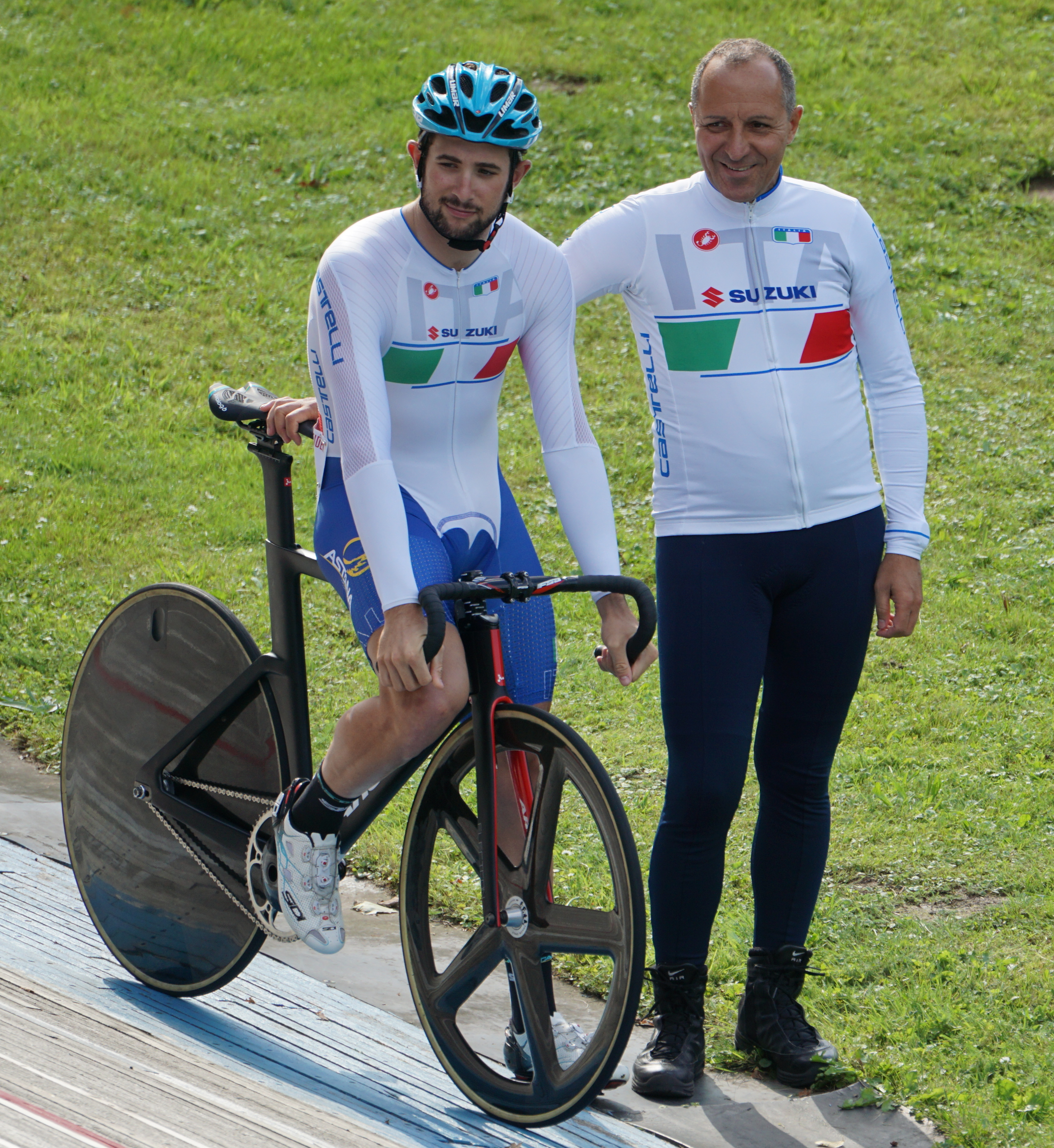
UEC-Derny-Europameisterschaft 2017 auf der Radrennbahn Hannover-Wülfel: Schrittmacher Dagnoni (r.) mit Fahrer Riccardo Minali

Cordiano Dagnoni (* 21. Juli 1964 in Mailand) ist ein italienischer Sportfunktionär und Schrittmacher im Radsport. Seit 2021 ist er Präsident des italienischen Radsportverbandes FCI.

## Biographie
Cordiano Dagnoni ist ein Sohn des Unternehmers Mario Dagnoni (1935–2015). Schon der Vater engagierte sich als Funktionär, Sponsor und Schrittmacher. Als Schrittmacher bei Steherrennen bestritt er 39 Bahnweltmeisterschaften sowie zahlreiche Sechstagerennen. Er gründete das Unternehmen Darimec zur Produktion von Zahnrädern. Cordiano Dagnoni folgte seinem Vater als Geschäftsführer des Unternehmens.
Nach seiner eigenen Rennfahrerlaufbahn wurde Dagnoni als Schrittmacher bei Dernyrennen aktiv. Als solcher errang er zehn italienische und drei europäische Titel. So wurde er 2019 Europameister vor seiner Landsfrau Marta Cavalli bei der erstmals für Frauen ausgetragenen Derny-Europameisterschaft. Auch sein Bruder Christian betätigt sich als Schrittmacher.
2016 wurde Cordiano Dagnoni Präsident des Comitato Lombardia der FCI. Eines seiner erklärten Projekte ist der Bau einer Halle mit Radrennbahn im Raum Mailand, da es dort seit dem 17. Januar 1985 keine überdachte Radrennbahn mehr gibt. Damals stürzte das Dach des Palasport di San Siro unter dem Gewicht von Schnee ein.
Im Februar 2021 wurde Dagnoni zum Präsidenten der FCI gewählt. Er entschied die Wahl gegen den ehemaligen Radrennfahrer Silvio Martinello für sich.